# Neider dos Santos
 (mai 2017).
Neider dos Santos, né en 1965, est un entraîneur brésilien de football.

## Biographie
En 2010, il dirige le club jamaïcain de Village United. Auparavant, il a entraîné le Simba SC en Tanzanie, les sélections nationales des Îles Caïmans, du Guyana et des Bahamas, et des équipes de jeunes à Vasco da Gama et Botafogo au Brésil.